# Sicana fragrans
Sicana fragrans är en gurkväxtart som beskrevs av Alain, M. Mejía och R. Garc. Sicana fragrans ingår i släktet Sicana och familjen gurkväxter. Inga underarter finns listade i Catalogue of Life.